# Susan Griffiths
Susan Griffiths (31 de diciembre de 1959) es una actriz de televisión muy popular por parecerse a Marilyn Monroe. Ella fue su imitadora en "Legends in Concert" (1991). Desde su debut, Susan ha utilizado su propia voz y aspecto natural para atraer a las audiencias de todo el mundo. 
Se destaca por ser la actriz que ha aparecido más veces en películas y series de TV interpretando a Marilyn Monroe.

## Filmografía
| Film                                         | año    | Rol                                       |
| -------------------------------------------- | ------ | ----------------------------------------- |
| Nip/Tuck                                     | (2007) | imitadora Marilyn Monroe                  |
| Curb Your Enthusiasm - The End (TV)          | (2005) | Marilyn Monroe                            |
| The Strip (TV)                               | (1999) | Janet McLean, imitadora de Marilyn Monroe |
| Operation Splitsville                        | (1999) | Marian                                    |
| Timecop - Stalker (TV)                       | (1997) | Marilyn Monroe                            |
| Cybill - In Her Dreams (TV)                  | (1997) | imitadora Marilyn Monroe                  |
| Dark Skies - The Warren Omission (TV)        | (1997) | Marilyn Monroe                            |
| Pulp Fiction                                 | (1994) | imitadora Marilyn Monroe                  |
| Quantum Leap - Goodbye Norma Jean (TV)       | (1993) | Marilyn Monroe                            |
| Marilyn & Me (TV Movie)                      | (1991) | Marilyn Monroe                            |
| Growing Pains - Happy Halloween: Part 2 (TV) | (1990) | Marilyn Monroe                            |